# Stenocercus erythrogaster
Espèce
Synonymes
- Brachysaurus erythrogaster Hallowell, 1856

Statut de conservation UICN

 LC  : Préoccupation mineure
Stenocercus erythrogaster est une espèce de sauriens de la famille des Tropiduridae.

## Répartition
Cette espèce se rencontre dans la Sierra Nevada de Santa Marta en Colombie et au Venezuela.

## Publication originale
- Hallowell, 1856 : Notes on Reptilia in the collection of the Museum of the Academy of Natural Sciences. Proceedings of the Academy of Natural Sciences of Philadelphia, vol. 8, p. 221-238 (texte intégral).